# برايان ريتشاردسون
برايان ريتشاردسون (بالإنجليزية: Brian Richardson)‏ (15 مايو 1932 في أستراليا - 28 أبريل 2020) هو لاعب كريكت أسترالي. لعب مع فريق تسمانيا للكريكت.

## وصلات خارجية
- برايان ريتشاردسون على موقع إي آس بي آن كريك إنفو (الإنجليزية)